# Distrito Escolar Primario 1 de Phoenix
El Distrito Escolar Primario 1 de Phoenix (Phoenix Elementary School District No. 1) es un distrito escolar de Arizona. Tiene su sede en Phoenix, y gestiona escuelas primarias y medias. El distrito se estableció en 1871.
A partir de 2015 la actual superintendente es Myriam Roa.
En el mayo de 2015 el distrito considerado el cierre de la Escuela Primaria Shaw porque el distrito tenía un déficit presupuestario de más de $800.000.